# Mollinedia engleriana
Mollinedia engleriana là một loài thực vật thuộc họ Monimiaceae. Đây là loài đặc hữu của Brasil.